# 葛萌
葛萌（1962年—），男，浙江杭州人，中国航海模型运动员。运动健将。曾两次获得体育运动荣誉奖章。